# قائمة ألعاب الأطفال

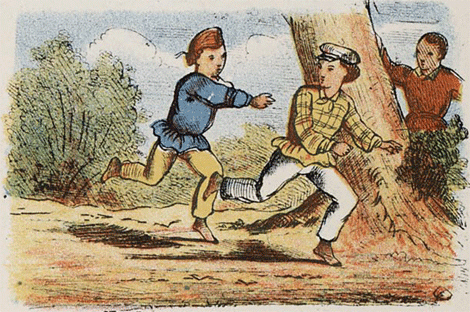
لعبة الوسم

تعرف قائمة ألعاب الأطفال بانها قائمة تحتوي عل خيارات متنوعة من الالعاب التي يحبها الأطفال والتي ما زالت تلعب لليوم . ومنها الالعاب التقليدية التي لا تتضمن منتجات تجارية مثل العاب الطاولة ولكنها تضمن العاب تحتوي دعم للاطفال .
فتعرف الالعاب التقليدية بانها العاب غير رسمية تلعب باقل حد من المعدات والادوات، ويتعلمها الأطفال عن طريق مبدأ «القدوة» تقليد الأطفال لبعضهم البعض، حيث تلعب من غير الرجوع لقواعد مكتوبة .وعادة ما يلعبها الأطفال الذين تتراوح اعمارهم من السابعة إلى الثانية عشر عاما مع وجود مساحة لتمديد الفئة العمرية، ومن حيث مضمونها تتضمن الالعاب التقليدية أيضا الالعاب الشعبية، فالالعاب الشعبية معروفة بانها تنتقل من طفل لاخر ومن جيل إلى الجيل بشكل غير رسمي عن طريق الكلام الشفهي. فالالعاب التقليدية لم تختفي ابدا على مر العصور، انما تطورت وظهر منها إصدارات جديدة.
ومن مميزات العاب الأطفال بصورة عامة : المهارة البدنية والاستراتيجية والفرصة وتكرار الانماط، والابداع.